# Lisbon Creek
Lisbon Creek är ett vattendrag i Bahamas.   Det ligger i distriktet Mangrove Cay, i den södra delen av landet, 100 km söder om huvudstaden Nassau. Lisbon Creek ligger på ön Middle Bight Cay.